# Al-Hedood FC
Al-Hedood FC (en árabe: الحدود‎) es un equipo de fútbol de Irak que juega en la Super Liga de Irak, la primera categoría de fútbol en el país.

## Historia
Fue fundado en el año 1976 en la capital, Bagdad por miembros del Ministerio del Interior, teniendo su debut en la Liga Premier de Irak en la temporada 2008/09. Cuenta con varias secciones deportivas aparte del fútbol como baloncesto, Jujutsu, Kickboxing y Lucha; siendo la sección más conocida la de Jujutsu, Kickboxing, y Lucha, los cuales han competido en torneos a nivel árabe y asiático representando a Irak.
También cuenta con un equipo de Fútbol el nivel militar en la Interior Ministry League. logrando el título en la temporada 2018 luego de vencer al Himayat Al-Munshaat wal-Shakhsiyat en penales.

## Palmarés
- División Uno de Irak: 1

2021/22